# サモンズボード
『サモンズボード』とは、ガンホーから配信されているiOS・Android用ゲームアプリ、戦略ボードRPGである。

## 概要
ジャンルは、戦略ボードRPG。プレイヤーは、召喚士となり、4×4または5×5マスのボード上（召喚盤）に召喚した様々なモンスターを将棋やチェスのコマのように移動させ、モンスター同士の連携で一度に複数の攻撃を仕掛けるコンボや、モンスター固有のスキルを駆使しながらダンジョンを攻略していく。どうぶつしょうぎをモチーフにしたと公式生放送内で製作者が発言した。
アプリは無料だが、アイテム課金制である。課金アイテムの光結晶は1個120円から85個5000円まで。また、初回限定で最大50個を1440円で購入でき、光結晶30個と育成モンスター5体、そしてガチャ一回がついたパッケージガチャセットも販売している。

## モンスター
2019年1月15日に3000種を突破している。

### タイプ
モンスターは、自身のステータスに準ずるタイプと、スキルの種類に準ずるタイプの2つを持つことが多い。
ステータスに準ずるタイプ(1stタイプ)
攻撃、バランス、HPの三種類があり、こちらはすべてのモンスターが持っている。しかしHPタイプでLV.MAX時にHPが10000以下のモンスターも存在するため、実際のステータスを表しているとは限らない。
スキルの種類に準ずるタイプ(2ndタイプ)
アタック、スキルアタック、カウンター、ディフェンス、アシストの5種類。ただし実際のスキルとタイプが合わない場合もある。
- アタックタイプはエンハンス(攻撃力の一時的な倍増)、またはコンボ数を増やすスキルを持つ。リーダースキルは「○コンボ以上で攻撃力○倍かつ与えたダメージの○%を吸収」が多い。耐久補正はつかないものがほとんどだが、2×2のモンスターに対して絶大な威力を発揮する。敵が被コンボ数を減らすスキルを使ってしまうと、コンボ加算スキルを使用しない限りめっぽう弱い。
- スキルアタックタイプはその名の通りスキルダメージを相手に与えるタイプである。主に「高回転、低威力」または「低回転、高威力」の二種類のスキルに分かれる。リーダースキルはスキルダメージのみを強化し、耐久に補正をかけるものが多い。敵はバリア持ちだったり、反射やスキル封印をかけてきたりすることが多いが、逆にそれさえなければ大抵のダンジョンはクリアできるというタイプ。
- カウンタータイプは相手の物理攻撃に対して反撃するもの(さらにエンハンスがかかるものもある)、スキル攻撃を反射するもの、ダメージを軽減するものや無効化するもの、といったスキルがある。リーダースキルは反撃の威力を上げて耐久に補正をかけるものが多い。敵がクロスカウンターというバフをかけていた場合、ハイカウンター持ちの覚醒モンスターでない限り、こちらの反撃は躱されて逆に反撃を食らってしまう。また、矢印のない敵にはめっぽう弱い。
- ディフェンスタイプは、即時回復、リジェネ(一定ターン数の間回復)、復活、HP依存ダメージスキル、オートダメージ(自分のターン開始時に敵にダメージを与える)のものが多い。リーダースキルは「HP ○%以上で攻撃力○倍」「HP ○%以下で攻撃力○倍」「HP ○%以上回復すると攻撃力○倍」「HP ○%で各自○回復活」といったもの。
- アシストタイプは、防護貫通ダメージや、ダメージトラップを盤面に設置したり、相手に毒や呪い、スキル封印、バインドなどのデバフをかけるスキルを持つ。リーダースキルは、呪い状態の相手に攻撃力の倍率がかかり、ダメージトラップに倍率がかかるものが多い。ただし、耐久補正がつくモンスターが少ない。

### 特殊能力
全体化、飛行能力、貫通(貫通&ジャイアントキラー、金属噴流)、防御アップ、ハートアップ、不意打ち、対空攻撃、回避アップ、呪い攻撃、バリア(A.T.フィールド)、バリア&追加攻撃(RS Hopper)、飛来ダメージ吸収、攻撃吸収(フィジカルハント)、高速移動、アイテム吸収、不動、トラップ解除、完全結界、天候効果、属性軽減の20種がある。
全体化
全体化を持つモンスターがダンジョンに出現するハートを取ると、味方全体が回復する。また、覚醒特性で生成されたアイテムや、特定のマスに移動すると発動する特殊効果も全体化される。ただし、モンスターが設置した回復マスの効果は全体化されない。
- 所持しているモンスター：カーバンクルシリーズ、双殲装姫オラージュ、夜鱗神獣クロユリなど

飛行
飛行能力があるモンスターは、岩や敵キャラクター等の障害物を越えての移動が可能。
ただしテクニカルダンジョンおよび一部のイベントダンジョンでは、飛行キャラのみが移動できない浮遊岩や、飛行能力の有無に関わらず移動できない岩が存在する。
溶岩や毒沼のダメージを受けないが、ダメージスイッチマスを踏むことはできない。
- 所持しているモンスター：フェアリーシリーズ、雷来神獣ミレシア、魔械神ロード・メイガスなど

貫通
Lv1、Lv2、Lv3があり、攻撃した方向に隣接しているモンスターに、与えたダメージの○％かのダメージを与えることが可能。
Lv1で50%、Lv2で70%、Lv3で90%。
- 所持しているモンスター：騎士シリーズ（☆5）、鋼黒装姫フォンセ、【解放】共奏真姫セレッサなど

貫通 Lv2&ジャイアントキラー(金属噴流)
通常攻撃または反撃で、「2×2マス」のモンスターにダメージを与えた場合、相手に矢印が無いものとしてスタンゲージを増加（不意打ちLv2相当）、また貫通LV2の効果を持つ。フィルタでは、貫通でも不意打ちでも検索結果に出る。
- 所持しているモンスター：輝天星獣ヴィニエーラ、黒血漿のカバネリ 生駒など

防御アップ
Lv1、Lv2、Lv3があり、Lv1で自身のみ、Lv2で自身と十字４マス、Lv3で自身と周囲８マスの味方の被ダメージが50軽減される。複数体の範囲内にいるとき、軽減量は加算される。
- 所持しているモンスター：ゴーレムシリーズ(☆5)、凱盾装姫シエル、SO135-アレスタなど

ハートアップ
この能力を持つモンスターの数に応じてハートアイテムの出現率と回復量が増加する。
- 所持しているモンスター：深翔帝・エイルヴュラー、煌天宝王・フェルルナーシュ、炎獣操士ネスなど

対空攻撃
飛行能力を持った敵に確定でクリティカル攻撃を行う。ただし敵が対空攻撃を持って味方の飛行持ちに攻撃した場合は、敵の攻撃力が5倍になり、その上クリティカルが発生する可能性がある。
- 所持しているモンスター：ヘッジホッグシリーズ、61式戦克:メイシン、SO629c-バリスタなど

不意打ち
Lv1、Lv2、Lv3があり、敵のスタンゲージを多く溜めることができる。
- 所持しているモンスター：絢翔斬姫サツキ、光古龍パルマスホーリー、聖機神ディステスラなど

回避アップ
回避率が上昇する。Lv1、Lv2がある。
- 所持しているモンスター：紅蓮装姫フラマ、狂鬼神イヴェルガンド、天空の煌光ホルスなど

呪い攻撃
通常攻撃時に一定確率で相手を2ターンの間呪い状態にし、敵の攻撃力の最大20倍（１ターン目１倍、２ターン目10.5倍、３ターン目以降20倍）の属性ダメージを与える。重ねて呪い攻撃をかけると呪いのターン数が延長される。スキルを使って呪い状態にするとき、元々かかっている呪い状態は上書きされる。基本的にアシストタイプのモンスターがこの能力を持っている。Lv3、Lv2、Lv1の順に呪いの付与確率が高い。
- 所持しているモンスター：トレントシリーズ、凍刃神獣シュスト、61式戦克甲:シャオシンなど

バリア（A.T.フィールド）
敵からのダメージスキルを２回まで無効化する。突撃スキルやダメージトラップも無効化される。防護貫通スキルで貫通することはできないが、バリア破壊ダメージでバリアを無効化しその上でダメージを与えることができる。
- 所持しているモンスター：黒鎧獣バルバレム、星霜神イフ、嵐獣操士ラナなど

バリア&追加攻撃(RS Hopper)
敵からのダメージスキルを２回まで無効化する&ダメージスキル無効が残存中は通常攻撃後に攻撃力1.5倍で1~4回の追加攻撃を行う
- 所持しているモンスター：原初の黒獣バルバレム、オートマタシリーズ、シンジ&カヲル&第13号機など

飛来ダメージ吸収
飛来ダメージを無効化しスキルターンを１ターン短縮する。Lv1で自身のみ、Lv2で自身と周囲８マスが対象となる。
- 所持しているモンスター：創聖龍デルフィニウム、異界の聖母プラタナス、碧妖神獣フリネーダなど

攻撃吸収(フィジカルハント)
通常攻撃時に敵モンスターの攻撃力を10奪い、自身の攻撃力に上乗せする。最大で1体から50を奪うことができ、自身に上乗せできる上限も50まで。また、自身に上乗せできる上限に達した場合、通常攻撃しても敵モンスターからの攻撃力は奪えない。
- 所持しているモンスター：氷獣操士ザルバ、忘却の神話ライゼル、謹賀新姫フラマなど

高速移動(立体機動装置)
通常攻撃時、不意打ちの効果を得る。また、回避率もアップする。Lv1とLv2がある。
- 所持しているモンスター：進撃の巨人コラボキャラ、邪神刃将ヴァラハなど

アイテム吸収
移動した際、自身に加えて特定のマスのアイテムも取得できる。Lv1で自身と十字４マスが対象。
- 所持しているモンスター：星創神イフ、幽冥獣・ヴァロンなど

不動
Lv1で１マスノックバックを無効化する。
- 所持しているモンスター：遊猿王・欣帥、救済の魔女：慈悲など

トラップ解除
移動した際、Lv1で自身のみ、Lv2で自身と周囲８マスのダメージトラップと回復マスを消滅させる。
- 所持しているモンスター：不死炎獣グラドレヴ、光精霊王ユーダスなど

完全結界
あらゆるダメージと状態変化を一定量無効化する。
天候効果
協力マップでの戦闘時、指定された天候のときにのみ、本来の天候の効果に加えて、敵に与える自身の属性のダメージが増加する（Lv1で1.5倍）。
- 所持しているモンスター：「太陽」のエスカノール、スノープリンセス・メロニアなど

属性軽減
Lv1で、指定された属性の被ダメージを20%軽減する。
- 所持しているモンスター：流彩の刃ゼイリオン、収穫者ルナリアなど

### 属性
サモンズボードのモンスターの属性は、木・水・火・光・闇 の5属性のいずれかの属性である。また、敵に与えるダメージは、相性が良いと1.5倍、悪いと0.8倍を乗算してダメージを与える。
木
攻撃は水属性に強く、防御は火属性に弱い。
水
攻撃は火属性に強く、防御は木属性に弱い。
火
攻撃は木属性に強く、防御は水属性に弱い。
光
攻撃は闇属性に強く、防御は闇属性に弱い。
闇
攻撃は光属性に強く、防御は光属性に弱い。
副属性
自分で変更することで属性相性を最大30％変更するシステム。木水火と光闇から一つずつ選ぶことができ、全て三段階ある。（１段階目10％、２段階目20％、３段階目30％）
副属性の解放には、解放したい属性のモンスターを合成する必要がある。副属性経験値のようなものが見えないが加算されており、その経験値を多く持つパルメリーシリーズを合成させるのがオーソドックスな解放の方法である。パルメリゴンを１０体合成させても三段階目にならなかったのを確認した。

### 覚醒
覚醒システムは、ダンジョン内で一定の条件を満たすことで、将棋の"成り"のように、戦闘中に新しい力を得るシステムである。
また、覚醒解放後のレア度は"７"であるが、一定条件を満たし覚醒させると"８"になり、攻撃力も上昇する。また、矢印の方向が増えたり、2重矢印が増えたりするモンスターもいる。

#### 覚醒するためには
1. 覚醒の対象となるモンスターのレベルを最大にする。
2. "覚醒開放"をするために、必要なモンスターであるダンジョンドロップモンスター2種と、"レヴォルト"と呼ばれる覚醒開放用のモンスターを用意する。
3. "覚醒開放"をする。
4. ダンジョンに開放したモンスターを連れていき、敵を倒す、または2×2マスのモンスターに攻撃してTP（トランスポイント）を稼ぐ。[8]また、敵を倒してときのコンボ数が多いほどTPが多く稼げるダンジョンもある。
5. 覚醒モンスターの要求TP分が貯まると覚醒できるようになる。

#### 覚醒矢印
覚醒矢印とは、モンスターが覚醒すると、追加される光る矢印のことである。
この矢印は攻撃力が2倍で、なおかつ4回攻撃が確定発生する。

#### 特性
特性とは、モンスターの覚醒時に付与される、能力とは別の特殊効果である。基本的にスキルの種類または2ndタイプで5つの特性に分かれる。

##### 弱点付与
敵に弱点方向を付与し、その方向から攻撃すると、確率で敵のターンをスキップする。
アタックタイプの覚醒モンスターが持つ。
- 所持モンスター : 炎鳳龍王・レプティアス、ドラゴンフォース・ナツなど

##### スキル共鳴柱
ランダムな場所に共鳴柱を生成し、ダメージスキルを当てると50%の威力で同じスキルが発生する。しかし、ダメージトラップを生成するスキルを当てても発動しない。
HP依存含むダメージスキル所持の覚醒モンスターが持つ(スキルアタックタイプとは限らない)。
- 所持モンスター : 楽園の神武姫ブリュンヒルデ、炎翼の戦女神ウルス・ラグナなど

##### アイテム生成
攻撃力アップやスキルブーストといったアイテムを生成する。覚醒時に3個、毎ターン1個生成される。
ディフェンスタイプの覚醒モンスターが持つが、HP依存ダメージスキルの覚醒モンスターはスキル共鳴柱の特性を持つ。オートダメージスキルはどちらの特性の場合もある。
- 所持モンスター : 嵐槍角王・ドゥームエルシュ、地下の国のアリス(カウンタータイプ)など

##### トラップ発動
覚醒モンスターが味方の設置した範囲ダメージトラップの上に移動すると、そのダメージトラップを消費せずに2倍の威力で発動させる。範囲ダメージトラップでない場合は強化されるのみ。
ダメージトラップ設置スキル所持またはアシストタイプの覚醒モンスターが持つ。
- 所持モンスター : 煌天宝王・フェルルナーシュ、無限の剣製・衛宮士郎(カウンタータイプ)など

##### ハイカウンター
覚醒モンスターが反撃するときにコンボが発生する。また、相手の防御力やクロスカウンターの確定回避を無視する。
カウンタータイプの覚醒モンスターが持つ。
- 所持モンスター : 黒撃雷王・ロンドハーケン、運命を視る姫神スクルドなど

## ダンジョン

### 火の洞窟
出現モンスター
- ■レッドガルム、レッドカーバンクル、火の精、ルビオール

洞窟入口
出現モンスター
- ■レッドカーバンクル、レッドゴブリン（ボス）

火鬼の縄張り
出現モンスター
- ■レッドカーバンクル、火の精、ルビオール、ハイレッドゴブリン（ボス）

炎獣の残光
出現モンスター
- ■レッドカーバンクル、火の精、ルビオール、レッドガルム、クレイソン（ボス）

### 水の洞窟
出現モンスター
- ■ブルーガルム、ブルーカーバンクル、水の精、マリオール
- ■コパピー

洞窟の入江
出現モンスター
- ■ブルーカーバンクル、ブルーゴブリン（ボス）

水鬼の縄張り
出現モンスター
- ■ブルーカーバンクル、水の精、ハイブルーゴブリン（ボス）

蒼海竜の影
出現モンスター
- ■ブルーカーバンクル、水の精、ブルーガルム、ハイドラ（ボス）

### 森の洞窟
出現モンスター
- ■グリーンガルム、グリーンカーバンクル、木の精、エメオール
- ■コパピー

森の入り口
出現モンスター
- ■グリーンカーバンクル、グリーンゴブリン（ボス）

木鬼の縄張り
出現モンスター
- ■グリーンカーバンクル、木の精、ハイグリーンゴブリン（ボス）

翠鳥王の寝座
出現モンスター
- ■グリーンカーバンクル、木の精、グリーンガルム、ガルーダ（ボス）

### 試しの山
出現モンスター
- ■ブルーガルム
- ■グリーンガルム
- ■コパピー

動く岩山
出現モンスター
- ■ブルーガルム
- ■グリーンガルム
- ■レッドゴーレム（ボス）

光の洞窟
出現モンスター
- ■イエローガルム、イエローカーバンクル、光の精、パルオール

光さす洞窟
出現モンスター
- ■イエローカーバンクル、パルオール

ボスモンスター
- ■イエローガルム、イエローゴブリン

光鬼の縄張り
出現モンスター
- ■イエローカーバンクル、パルオール、光の精、イエローガルム

ボスモンスター
- ■ハイイエローゴブリン、イエローカーバンクル

鈎爪獣の爪あと
出現モンスター
- ■イエローカーバンクル、パルオール、光の精、イエローガルム、グリフォン（ボス）

### 闇の洞窟
出現モンスター
- ■パープルガルム、パープルカーバンクル、闇の精、アメオール
- ■コパピー

闇深い洞窟入り口
出現モンスター
- ■パープルカーバンクル、闇の精

ボスモンスター
- ■パープルガルム、パープルゴブリン

闇鬼の縄張り
出現モンスター
- ■パープルカーバンクル、闇の精、パープルガルム、アメオール

ボスモンスター
- ■パープルカーバンクル、ハイパープルゴブリン

驀突獣の獣道
出現モンスター
- ■パープルカーバンクル、闇の精、パープルガルム、アメオール、ベヒーモス（ボス）

### 旅立ちの山脈
出現モンスター
- ■レッドガルム、レッドカーバンクル、火の精、ルビオール、グリラム
- ■ブルーガルム、ブルーカーバンクル、水の精、マリオール、グリエミ
- ■グリーンガルム、グリーンカーバンクル、木の精、エメオール、グリンブル
- ■イエローガルム、イエローカーバンクル、光の精、パルオール、グリエール、コパピー、コマドラ
- ■パープルガルム、パープルカーバンクル、闇の精、アメオール、グリワール

狼獣の縄張り
出現モンスター
- ■グリエール、パルオール
- ■パープルカーバンクル

ボスモンスター
- ■レッドガルム
- ■ブルーガルム
- ■グリーンガルム

子鬼の群れ
出現モンスター
- ■火の精
- ■水の精
- ■木の精
- ■イエローガルム、光の精
- ■パープルガルム

ボスモンスター
- ■イエローゴブリン
- ■パープルゴブリン

赤精石
出現モンスター
- ■火の精
- ■水の精、ブルーカーバンクル、マリオール
- ■木の精、グリーンカーバンクル
- ■光の精、イエローガルム、イエローカーバンクル、グリエール、パルオール、コマドラ
- ■パープルガルム、パープルカーバンクル

ボスモンスター
- ■ルビーカーバンクル、ファイアフェアリー

悪鬼強襲
出現モンスター
- ■火の精
- ■水の精、ブルーカーバンクル、マリオール、ブルーガルム
- ■木の精、グリーンカーバンクル
- ■光の精、グリエール、パルオール、コマドラ、イエローガルム、イエローカーバンクル
- ■闇の精、パープルカーバンクル、パープルガルム、アメオール

ボスモンスター
- ■ハイグリーンゴブリン
- ■ハイブルーゴブリン

頂きにまつ獄岩兵
出現モンスター
- ■火の精、レッドガルム
- ■水の精、ブルーカーバンクル、マリオール、ブルーガルム
- ■木の精、グリーンカーバンクル、エメオール
- ■光の精、グリエール、パルオール、コマドラ、イエローガルム、イエローカーバンクル
- ■闇の精、パープルカーバンクル、パープルガルム、アメオール

ボスモンスター
- ■レッドグランゴーレム

### アグー熱石地
出現モンスター
- ■レッドガルム、レッドゴブリン、レッドカーバンクル、ルビーカーバンクル、火の精、ファイアフェアリー、ルビオール、ルビリオール、グリラム
- ■コマドラ

紅玉の光
出現モンスター
- ■レッドカーバンクル、火の精、レッドガルム、レッドゴブリン

ボスモンスター
- ■ルビーカーバンクル（2体）

火の舞
- ■レッドカーバンクル、火の精、レッドガルム、レッドゴブリン、ルビーカーバンクル

ボスモンスター
- ■ファイアフェアリー（3体）

火を纏うもの
出現モンスター
- ■レッドカーバンクル、火の精、レッドガルム、レッドゴブリン、ルビーカーバンクル、ファイアフェアリー、ルビリオール

ボスモンスター
- ■火の騎士、火の精（各2体）

火を統べるもの
出現モンスター
- ■レッドカーバンクル、火の精、レッドガルム、レッドゴブリン、ルビーカーバンクル、ファイアフェアリー、ルビリオール

ボスモンスター
- ■ハイレッドゴブリン、レッドゴブリン（2体）

獄炎獣の咆哮
出現モンスター
- ■レッドカーバンクル、火の精、レッドガルム、レッドゴブリン、ルビーカーバンクル、ファイアフェアリー、ルビリオール、グリラム

ボスモンスター
- ■クレメイソン

### アプール湖畔
出現モンスター
- ■ブルーガルム、ブルーゴブリン、ブルーカーバンクル、マリンカーバンクル、水の精、ウォーターフェアリー、マリリオール、グリエミ、ブルーホーク

碧柱結晶
ボスモンスター
- ■マリンカーバンクル（2体）

水の舞
出現モンスター
- ■水の精、ブルーガルム、ブルーカーバンクル、ブルーゴブリン

ボスモンスター
- ■ウォーターフェアリー（3体）

水を切り裂くもの

水を統べるもの

溟海竜が潜む祠
出現モンスター
- ■ブルーガルム、ブルーカーバンクル、ブルーゴブリン

ボスモンスター
- ■ハイドラド

### ククル森林
出現モンスター
- ■グリーンガルム、グリーンゴブリン、グリーンカーバンクル、エメラルドカーバンクル、木の精、リーフフェアリー、エメリオール、グリンブル

眠る翠玉
出現モンスター
- ■グリーンガルム、グリーンカーバンクル、木の精、グリンブル

ボスモンスター
- ■エメラルドカーバンクル

木の舞
出現モンスター
- ■グリーンガルム、グリーンカーバンクル、木の精、グリンブル
- ■コパピー

ボスモンスター
- ■リーフフェアリー

木に隠れるもの
出現モンスター
- ■リーフフェアリー、エメラルドカーバンクル、グリーンゴブリン
- ■コパピー

ボスモンスター
- ■木の騎士、木の精

木を統べるもの
出現モンスター
- ■リーフフェアリー、エメラルドカーバンクル、グリーンゴブリン
- ■コパピー

ボスモンスター
- ■グリーンゴブリン、ハイグリーンゴブリン

舞い降りた天鳥王
出現モンスター
- ■エメリオール

ボスモンスター
- ■ガルラーダ

### ルーシル結晶洞
出現モンスター
- ■イエローガルム、イエローゴブリン、イエローカーバンクル、パールカーバンクル、光の精、ライトフェアリー、グリエール、グリエミ、コパピー、コマドラ

真珠の洞窟
出現モンスター
- ■イエローゴブリン、イエローカーバンクル、コパピー

ボスモンスター
- ■パールカーバンクル（2体）

光の舞
出現モンスター
- ■イエローカーバンクル、グリエール、コパピー、イエローゴブリン、光の精

ボスモンスター
- ■ライトフェアリー（3体）

光放つもの
出現モンスター
- ■イエローカーバンクル、グリエール、コパピー、イエローゴブリン、光の精、パールカーバンクル、ライトフェアリー、コマドラ

ボスモンスター
- ■光の騎士、光の精（各2体）

光を統べるもの
出現モンスター
- ■イエローカーバンクル、グリエール、コパピー、イエローゴブリン、光の精、パールカーバンクル、ライトフェアリー、コマドラ

ボスモンスター
- ■イエローゴブリン（2体）、ハイイエローゴブリン

鈎爪乱舞
出現モンスター
- ■イエローカーバンクル、グリエール、コパピー、イエローゴブリン、光の精、パールカーバンクル、ライトフェアリー、コマドラ

ボスモンスター
- ■クロウグリフォン

### エレス洞穴
出現モンスター
- ■パープルガルム、パープルゴブリン、パープルカーバンクル、アメジストカーバンクル、闇の精、ダークフェアリー、アメオール、グリワール
- ■コパピー、コマドラ

妖艶な紫水晶
出現モンスター
- ■パープルカーバンクル、闇の精、パープルガルム

ボスモンスター
- ■アメジストカーバンクル（2体）

闇の舞
出現モンスター
- ■パープルカーバンクル、闇の精、パープルガルム、アメジストカーバンクル、アメオール

ボスモンスター
- ■ダークフェアリー（3体）

闇よりいずるもの
出現モンスター
- ■パープルカーバンクル、闇の精、パープルガルム、アメジストカーバンクル、アメオール、ダークフェアリー、パープルゴブリン、アメリオール、グリワール
- ■闇の騎士、闇の精（各2体）

闇を統べるもの
出現モンスター
- ■パープルカーバンクル、闇の精、パープルガルム、アメジストカーバンクル、アメオール、ダークフェアリー、パープルゴブリン、アメリオール、グリワール

ボスモンスター
- ■パープルゴブリン（2体）、ハイパープルゴブリン

狂乱の驀撃獣
出現モンスター
- ■	パープルカーバンクル、闇の精、パープルガルム、アメジストカーバンクル、アメオール、ダークフェアリー、パープルゴブリン、アメリオール、グリワール

ボスモンスター
- ■ラッシュベヒーモス

### 怪鳥の巣
出現モンスター
- ■レッドガルム、ルビーカーバンクル、ファイアフェアリー、プラグリラム
- ■ブルーゴブリン、マリンカーバンクル、水の精、ウォーターフェアリー、マリリオール
- ■グリーンガルム、エメラルドカーバンクル、エメリオール、プラグリンブル
- ■イエローカーバンクル、光の精、パルオール、グリエール、コパピー、コマドラ
- ■パープルガルム、パープルゴブリン、アメジストカーバンクル

妖精帝國
出現モンスター
- ■水の精、マリリオール
- ■プラグリンクル

ボスモンスター
- ■ウォーターフェアリー
- ■リーフフェアリー
- ■ライトフェアリー
- ■ダークフェアリー

不穏な空気
出現モンスター
- ■ルビーカーバンクル、ファイアフェアリー、プラグリラム
- ■マリンカーバンクル、水の精、マリリオール
- ■エメラルドカーバンクル、エメリオール、プラグリンブル
- ■アメジストカーバンクル

ボスモンスター
- ■レッドドラコ、ルビーカーバンクル

震える大地
- ■レッドガルム、ルビーカーバンクル、ファイアフェアリー、プラグリラム
- ■ブルーゴブリン、マリンカーバンクル、水の精、ウォーターフェアリー、マリリオール
- ■グリーンガルム、エメラルドカーバンクル、エメリオール、プラグリンブル
- ■パープルガルム、アメジストカーバンクル

ボスモンスター
- ■レッドグランゴーレム
- ■ブルーガルム
- ■グリーンガルム

怒り震える空気
出現モンスター
- ■レッドガルム、ルビーカーバンクル、ファイアフェアリー、プラグリラム
- ■ブルーゴブリン、マリンカーバンクル、水の精、ウォーターフェアリー、マリリオール
- ■グリーンガルム、エメラルドカーバンクル、エメリオール、プラグリンブル
- ■イエローゴブリン
- ■パープルガルム、パープルゴブリン、アメジストカーバンクル

ボスモンスター
- ■光騎士・ライト
- ■闇騎士・ダクリ

火と水と木の疾走
出現モンスター
- ■レッドガルム、ルビーカーバンクル、ファイアフェアリー、プラグリラム
- ■ブルーゴブリン、マリンカーバンクル、水の精、ウォーターフェアリー、マリリオール
- ■グリーンガルム、エメラルドカーバンクル、エメリオール、プラグリンブル
- ■イエローゴブリン
- ■パープルガルム、パープルゴブリン、アメジストカーバンクル

ボスモンスター
- ■炎獣コカトリス
- ■水獣コカトリス
- ■木獣コカトリス

### メルク砂漠
出現モンスター
- ■レッドガルム、レッドゴブリン、ファイアフェアリー、ルビーカーバンクル、ファイアガルム
- ■マリリオール、ウォーターフェアリー

砂漠に潜む眼光
出現モンスター
- ■レッドガルム、ファイアフェアリー、ルビーカーバンクル、

ボスモンスター
- ■ファイアガルム（3体）

砂漠の放浪者
出現モンスター
- ■ファイアフェアリー、ルビーカーバンクル、レッドガルム、ファイアガルム、レッドゴブリン
- ■プラグリエミ、マリリオール

ボスモンスター
- ■ハイレッドゴブリン（2体）

猛火竜の激昂
出現モンスター
- ■ファイアフェアリー、ルビーカーバンクル、レッドガルム、ファイアガルム、レッドゴブリン
- ■プラグリエミ、マリリオール、ウォーターフェアリー
- ■レッドドラゴン、ルビーカーバンクル（2体）

動く火山
出現モンスター
- ■ファイアフェアリー、ルビーカーバンクル、レッドガルム、ファイアガルム、レッドゴブリン
- ■プラグリエミ、マリリオール、ウォーターフェアリー

ボスモンスター
- ■レッドグランゴーレム、ハイレッドゴブリン

舞う爆炎
出現モンスター
- ■ファイアフェアリー、ルビーカーバンクル、レッドガルム、ファイアガルム、レッドゴブリン
- ■プラグリエミ、マリリオール、ウォーターフェアリー

ボスモンスター
- ■炎獣コカトリス

### ヴァルナン水源
出現モンスター
- ■ブルーガルム、ブルーゴブリン、ウォーターフェアリー、マリンカーバンクル、ウォーターガルム、ハイブルーゴブリン
- ■グリーンガルム、リーフフェアリー

狼の群れにご注意
出現モンスター
- ■ブルーガルム、ウォーターフェアリー
- ■グリーンガルム、リーフフェアリー

ボスモンスター
- ■ウォーターガルム（3体）

激流の放浪者
出現モンスター
- ■ブルーガルム、ブルーゴブリン、ウォーターフェアリー、マリンカーバンクル
- ■グリーンガルム、リーフフェアリー

ボスモンスター
- ■ハイブルーゴブリン（2体）

蒼水竜の怒号
出現モンスター
- ■ブルーガルム、ブルーゴブリン、ウォーターフェアリー、マリンカーバンクル、ウォーターガルム、ハイブルーゴブリン
- ■グリーンガルム、リーフフェアリー

ボスモンスター
- ■ブルードラゴン、マリンカーバンクル（2体）

迫り来る氷山
出現モンスター
- ■ブルーガルム、ブルーゴブリン、ウォーターフェアリー、マリンカーバンクル、ウォーターガルム、ハイブルーゴブリン
- ■グリーンガルム、リーフフェアリー

ボスモンスター
- ■ブルーグランゴーレム、ハイブルーゴブリン

水面下の脅威
出現モンスター
- ■ブルーガルム、ブルーゴブリン、ウォーターフェアリー、マリンカーバンクル、ウォーターガルム、ハイブルーゴブリン
- ■グリーンガルム、リーフフェアリー

ボスモンスター
- ■水獣コカトリス

### タピリオン高地
出現モンスター
- ■ルビーカーバンクル、プラグリラム、ファイアフェアリー
- ■グリーンガルム、エメラルドカーバンクル、リーフガルム、エメリオール、ハイグリーンゴブリン

緑うごめく高地
出現モンスター
- ■ルビーカーバンクル
- ■グリーンガルム、エメラルドカーバンクル

ボスモンスター
- ■リーフガルム（3体）

新緑の放浪者
出現モンスター
- ■ルビーカーバンクル、プラグリラム
- ■グリーンガルム、エメラルドカーバンクル、リーフガルム、エメリオール

ボスモンスター
- ■ハイグリーンゴブリン

牙木竜の雄叫び
出現モンスター
- ■ルビーカーバンクル、プラグリラム、ファイアフェアリー
- ■グリーンガルム、エメラルドカーバンクル、リーフガルム、エメリオール、ハイグリーンゴブリン

ボスモンスター
- ■グリーンドラゴン、エメラルドカーバンクル（2体）

大山鳴動
出現モンスター
- ■ルビーカーバンクル、プラグリラム、ファイアフェアリー
- ■グリーンガルム、エメラルドカーバンクル、リーフガルム、エメリオール、ハイグリーンゴブリン

ボスモンスター
- ■グリーングランゴーレム、ハイグリーンゴブリン

疾風迅雷
出現モンスター
- ■ルビーカーバンクル、プラグリラム、ファイアフェアリー
- ■グリーンガルム、エメラルドカーバンクル、リーフガルム、エメリオール、ハイグリーンゴブリン

ボスモンスター
- ■木獣コカトリス

### バルンド石窟
出現モンスター
- ■レッドガルム、ルビーカーバンクル、ファイアフェアリー
- ■マリンカーバンクル、ウォーターフェアリー、マリリオール、プラグリエミ
- ■イエローガルム、パールカーバンクル、ライトフェアリー、イエローゴブリン、ハイイエローゴブリン、パルリオール、プラグリエール

石窟の入り口
出現モンスター
- ■レッドガルム、ルビーカーバンクル
- ■ウォーターフェアリー
- ■イエローガルム、パールカーバンクル

ボスモンスター
- ■ライトガルム、パールカーバンクル（各2体）

光芒の来訪者
出現モンスター
- ■レッドガルム、ルビーカーバンクル、ファイアフェアリー
- ■ウォーターフェアリー、マリンカーバンクル
- ■イエローガルム、パールカーバンクル、イエローゴブリン

ボスモンスター
- ■ハイイエローゴブリン（2体）、イエローゴブリン

輝竜の哮り
出現モンスター
- ■レッドガルム、ルビーカーバンクル、ファイアフェアリー、パールカーバンクル
- ■ウォーターフェアリー、マリンカーバンクル
- ■イエローガルム、パールカーバンクル、イエローゴブリン、パルリオール

ボスモンスター
- ■イエロードラゴン、イエロードラコ、パールカーバンクル（2体）

輝く晶岩
出現モンスター
- ■レッドガルム、ルビーカーバンクル、ファイアフェアリー、パールカーバンクル
- ■ウォーターフェアリー、マリンカーバンクル
- ■イエローガルム、パールカーバンクル、イエローゴブリン、パルリオール

ボスモンスター
- ■イエローグランゴーレム、光の騎士、ハイイエローゴブリン

石窟を守るもの
出現モンスター
- ■レッドガルム、ルビーカーバンクル、ファイアフェアリー、パールカーバンクル
- ■ウォーターフェアリー、マリンカーバンクル
- ■イエローガルム、パールカーバンクル、イエローゴブリン、パルリオール

ボスモンスター
- ■キマイラ

### プトゥルー神殿
出現モンスター
- ■グリーンガルム、リーフフェアリー、プラグリンブル
- ■パープルガルム、ダークフェアリー 、プラグリワール、アメリオール、ダークガルム、ハイパープルゴブリン、アメジストカーバンクル

鋭い視線
出現モンスター
- ■パープルガルム、グリーンガルム、ダークフェアリー、アメリオール
- ■プラグリワール

ボスモンスター
- ■ダークガルム、ダークフェアリー（各2体）

冥闇の放浪者
出現モンスター
- ■パープルガルム、ダークフェアリー、アメリオール、ダークガルム、ハイパープルゴブリン
- ■リーフフェアリー、プラグリワール

ボスモンスター
- ■ハイパープルゴブリン（2体）、パープルゴブリン

邪竜の号哭
出現モンスター
- ■パープルガルム、ダークフェアリー、アメリオール、ダークガルム、ハイパープルゴブリン、アメジストカーバンクル
- ■グリーンガルム、プラグリワール、リーフフェアリー、プラグリンブル

ボスモンスター
- ■パープルドラゴン、パープルドラコ、アメジストカーバンクル（2体）

ざわめく神殿
出現モンスター
- ■パープルガルム、ダークフェアリー、アメリオール、ダークガルム、ハイパープルゴブリン、アメジストカーバンクル
- ■グリーンガルム、プラグリワール、リーフフェアリー

ボスモンスター
- ■パープルグランゴーレム、ハイパープルゴブリン、闇の騎士

闇よりいずる闇
出現モンスター
- ■パープルガルム、ダークフェアリー、プラグリワール、アメリオール、プラグリンブル、ダークガルム、ハイパープルゴブリン、アメジストカーバンクル
- ■グリーンガルム、リーフフェアリー

ボスモンスター
- ■ナイトメア

### はじまりの門
出現モンスター
- ■ファイアガルム、ファイアフェアリー
- ■ウォーターガルム、マリンカーバンクル、
- ■リーフフェアリー
- ■パールカーバンクル、ハイイエローゴブリン
- ■ダークガルム、ハイパープルゴブリン、アメジストカーバンクル

光と闇の狂宴
出現モンスター
- ■ファイアガルム、ファイアフェアリー
- ■ウォーターガルム、マリンカーバンクル、
- ■リーフフェアリー
- ■パールカーバンクル、ハイイエローゴブリン
- ■ダークガルム、ハイパープルゴブリン

ボスモンスター
- ■クロウグリフォン
- ■ラッシュベヒーモス

立ちふさがる巨岩兵
出現モンスター
- ■ファイアガルム、ファイアフェアリー
- ■ウォーターガルム、マリンカーバンクル
- ■リーフフェアリー、エメラルドカーバンクル
- ■パールカーバンクル、ハイイエローゴブリン
- ■ダークガルム、ハイパープルゴブリン、アメジストカーバンクル

ボスモンスター
- ■レッドグランゴーレム
- ■ブルーグランゴーレム
- ■グリーングランゴーレム

ゴブリンコロニー
出現モンスター
- ■ファイアガルム、ファイアフェアリー、ルビーカーバンクル、ハイレッドゴブリン
- ■ウォーターガルム、マリンカーバンクル
- ■リーフフェアリー、エメラルドカーバンクル
- ■パールカーバンクル、ハイイエローゴブリン
- ■ダークガルム、ハイパープルゴブリン、アメジストカーバンクル

ボスモンスター
- ■ハイレッドゴブリン
- ■ハイブルーゴブリン
- ■ハイグリーンゴブリン
- ■ハイイエローゴブリン

門を守るもの
出現モンスター
- ■ファイアガルム、ファイアフェアリー、ルビーカーバンクル、ハイレッドゴブリン
- ■ウォーターガルム、マリンカーバンクル、
- ■リーフフェアリー、エメラルドカーバンクル
- ■パールカーバンクル、ハイイエローゴブリン
- ■ダークガルム、ハイパープルゴブリン、アメジストカーバンクル

ボスモンスター
- ■火騎士・ドレイク
- ■水騎士・レイス
- ■木騎士・ガイア

炎と波と樹の狂走
出現モンスター
- ■ファイアガルム、ファイアフェアリー、ルビーカーバンクル、ハイレッドゴブリン
- ■ウォーターガルム、マリンカーバンクル、
- ■リーフフェアリー、エメラルドカーバンクル
- ■パールカーバンクル、ハイイエローゴブリン
- ■ダークガルム、ハイパープルゴブリン、アメジストカーバンクル

ボスモンスター
- ■獄炎獣コカトリアス
- ■激流獣コカトリエス
- ■緑鈎獣コカトリオス

創世の光
出現モンスター
- ■ファイアガルム、ファイアフェアリー、ルビーカーバンクル、ハイレッドゴブリン
- ■ウォーターガルム、マリンカーバンクル、
- ■リーフフェアリー、エメラルドカーバンクル
- ■パールカーバンクル、ハイイエローゴブリン
- ■ダークガルム、ハイパープルゴブリン、アメジストカーバンクル

ボスモンスター
- ■激昂獣ヘルキマイラ

終焉の闇
出現モンスター
- ■ファイアガルム、ファイアフェアリー、ルビーカーバンクル、ハイレッドゴブリン
- ■ウォーターガルム、マリンカーバンクル、
- ■リーフフェアリー、エメラルドカーバンクル
- ■パールカーバンクル、ハイイエローゴブリン
- ■ダークガルム、ハイパープルゴブリン、アメジストカーバンクル

ボスモンスター
- ■ナイトメアカオス

### バースト峡谷
峡谷の獣道
出現モンスター
- ■ファイアフェアリー、ルビーカーバンクル、ハイレッドゴブリン、赤化猫、ルビオール、火騎士・ドレイク、レッドゴーレム

ボスモンスター
- ■火の猫又、赤化猫

河辺で踊るもの
出現モンスター
- ■ファイアフェアリー、ルビーカーバンクル、レッドゴブリン、ハイレッドゴブリン、赤化猫、ルビオール、火騎士・ドレイク、レッドゴーレム

ボスモンスター
- ■リンカ、レッドゴブリン

峡谷の守護者達
出現モンスター
- ■ルビーカーバンクル、ファイアフェアリー、レッドゴブリン、ハイレッドゴブリン、赤化猫、レッドゴーレム、火騎士・ドレイクルビオール

ボスモンスター
- ■火騎士・ドレイク、レッドゴーレム、ルビーカーバンクル

猛火竜の縄張り
出現モンスター
- ■ルビーカーバンクル、ファイアフェアリー、レッドゴブリン、ハイレッドゴブリン、赤化猫、レッドゴーレム、火騎士・ドレイク、レッドドラコ、レッドドラゴン

ボスモンスター
- ■レッドグランドラゴン、クレメイソン

峡谷に響く激昂
出現モンスター
- ■ルビーカーバンクル、ファイアフェアリー、レッドゴブリン、ハイレッドゴブリン、赤化猫、レッドゴーレム、火騎士・ドレイク、レッドドラコ、レッドドラゴン

ボスモンスター
- ■レッドグランドラゴン

### ヤイグル大滝
滝へと続く道
出現モンスター
- ■ブルーガルム、ウォーターフェアリー、マリンカーバンクル、ブルーゴブリン、水の騎士、水騎士・レイス、ウォーターガルム、ハイブルーゴブリン、ブルーゴーレム、青化猫

ボスモンスター
- ■青化猫、水の猫又

滝口を守るもの
出現モンスター
- ■ブルーガルム、ウォーターフェアリー、マリンカーバンクル、ブルーゴブリン、水の騎士、水騎士・レイス、ウォーターガルム、ハイブルーゴブリン、ブルーゴーレム、ブルーピクシー、青化猫

ボスモンスター
- ■ハイブルーゴブリン、ナーガ

大滝の守護者達
出現モンスター
- ■ブルーガルム、ウォーターフェアリー、マリンカーバンクル、ブルーゴブリン、ウォーターガルム、水の騎士、水騎士・レイス、ハイブルーゴブリン、ブルーゴーレム、ブルーピクシー、青化猫、マリオール、グリエミ
- ■イエローグランゴーレム
- ■パープルグランゴーレム

ボスモンスター
- ■ブルーゴーレム、水騎士・レイス
- ■パールカーバンクル
- ■アメジストカーバンクル

蒼水竜の縄張り
出現モンスター
- ■ブルーガルム、ウォーターフェアリー、マリンカーバンクル、ブルーゴブリン、ウォーターガルム、水の騎士、水騎士・レイス、ハイブルーゴブリン、ブルーゴーレム、ブルーピクシー、青化猫、ブルードラコ、ブルードラゴン、マリオール、グリエミ

ボスモンスター
- ■ブルーグランドラゴン、ハイドラド

滝壺に隠れる影
出現モンスター
- ■ブルーガルム、ウォーターフェアリー、マリンカーバンクル、ブルーゴブリン、ウォーターガルム、水の騎士、水騎士・レイス、ハイブルーゴブリン、ブルーゴーレム、ブルーピクシー、青化猫、ブルードラコ、ブルードラゴン、マリオール、グリエミ

ボスモンスター
- ■ブルーグランドラゴン、ハイドラド

### ロードリア高原
高原の山道
出現モンスター
- ■リーフガルム、緑化猫、グリーンゴーレム、グリーングランゴーレム、ジュピトピクシー

ボスモンスター
- ■緑化猫、木の猫又

木陰に隠れるもの
出現モンスター
- ■リーフガルム、緑化猫、プラグリンブル、グリーンゴーレム、グリーングランゴーレム、ジュピトピクシー、木の騎士、エメリオール

ボスモンスター
- ■コロポル、ハイグリーンゴブリン

高原の守護者達
出現モンスター
- ■	木騎士・ガイア、リーフガルム、緑化猫、プラグリンブル、グリーンゴーレム、グリーングランゴーレム、ジュピトピクシー、木の騎士、エメリオール

ボスモンスター
- ■木騎士・ガイア、グリーングランゴーレム、エメラルドカーバンクル

牙木竜の縄張り
出現モンスター
- ■グリーンドラコ、木騎士・ガイア、リーフガルム、緑化猫、プラグリンブル、グリーンゴーレム、グリーングランゴーレム、ジュピトピクシー、木の騎士ハイグリーンゴブリン
- ■ハイイエローゴブリン
- ■ハイパープルゴブリン

ボスモンスター
- ■グリーンドラコ、グリーンドラゴン、ガルラーダ

高原に轟く咆哮
出現モンスター
- ■グリーンドラコ、木騎士・ガイア、リーフガルム、緑化猫、プラグリンブル、グリーンゴーレム、グリーングランゴーレム、ジュピトピクシー、木の騎士、ハイグリーンゴブリン
- ■ハイイエローゴブリン
- ■ハイパープルゴブリン

ボスモンスター
- ■グリーングランドラゴン

### 熱竜の城
妖精達のダンス
出現モンスター
- ■ファイアフェアリー、レッドピクシー
- ■グリーンピクシー、リーフピクシー、エメリオール

ボスモンスター
- ■マーズピクシー
- ■ジュピトピクシー
- ■サンピクシー
- ■ムーンピクシー

狼猫跋扈
出現モンスター
- ■ウォーターガルム
- ■リーフガルム
- ■黄化猫、プラグリエール

ボスモンスター
- ■ライトガルム、黄化猫

復讐の鬼集団
出現モンスター
- ■レッドゴブリン
- ■ブルーゴブリン
- ■グリーンゴブリン
- ■パープルゴブリン、ハイパープルゴブリン
- ■プラグリエール

ボスモンスター
- ■ハイレッドゴブリン
- ■ハイブルーゴブリン
- ■ハイパープルゴブリン

雪辱の光闇
出現モンスター
- ■エメラルドカーバンクル
- ■ダークフェアリー、紫化猫、パープルグランドラゴン、ハイパープルゴブリン、ベヒーモス
- ■パールカーバンクル、黄化猫、イエローグランゴーレム、イエローグランドラゴン、ハイイエローゴブリン

ボスモンスター
- ■クロウグリフフォン
- ■ガルラーダ
- ■ナイトメア
- ■キマイラ

城奥からの熱視線
出現モンスター
- ■赤化猫、レッドグランドラゴン
- ■エメラルドカーバンクル
- ■紫化猫、パープルグランドラゴン、ハイパープルゴブリン
- ■パールカーバンクル、黄化猫、ライトピクシー、イエローグランドラゴン、ハイイエローゴブリン

ボスモンスター
- ■熱竜・フォルケルヴェン

## 曜日ダンジョン
※バトチケダンジョン、コインダンジョン以外はver.3.6.1より常時開催となった
ウルカリー採掘場（火曜日）
出現モンスター
- ■ルビオール、ルビリオール、ルビリオーラム
- ■マリオール、マリリオール、マリリオーラム
- ■エメオール、エメリオール、エメリオーラム
- ■パルオール、パルリオール、ダイオール、パルリオーラム
- ■アメオール、アメリオール、アメリオーラム

グリム神殿（水曜日）
出現モンスター
- ■グリラム、プラグリラム、クロウグリラム
- ■グリエミ、プラグリエミ、クロウグリエミ
- ■グリンブル、プラグリンブル、クロウグリンブル
- ■グリエール、プラグリエール、グリンシュ、クロウグリエール
- ■グリワール、プラグリワール、クロウグリワール

ピオン洞窟（木曜日）
出現モンスター
- ■コパピー 、コマドラ 、コマンドラ

バードパラダイス（金曜日）
出現モンスター
- ■レッドガルム、レッドゴブリン、ファイアガルム、ファイアフェアリー、ルビーカーバンクル
- ■ブルーガルム、ブルーゴブリン、ウォーターガルム、ウォーターフェアリー、マリンカーバンクル
- ■グリーンガルム、グリーンゴブリン、エメラルドカーバンクル、グリーンカーバンクル、ハイグリーンゴブリン、リーフフェアリー
- ■ハイイエローゴブリン、ライトリード、パールカーバンクル
- ■ダークリード

バトチケダンジョン（土曜日、日曜日）
出現モンスター
- ■レッドゴブリン、ルビーカーバンクル、火の精
- ■ブルーカーバンクル、マリンカーバンクル
- ■エメラルドカーバンクル
- ■イエローガルム、イエローゴブリン、 ハイイエローゴブリンイエローカーバンクル、パープルガルム
- ■アメジストカーバンクル、ダークフェアリー、闇の猫又

コインダンジョン（日曜日、月曜日）
出現モンスター
- ■ルビーカーバンクル、ファイアフェアリー
- ■ブルーゴブリン、ブルーガルム、マリンカーバンクル
- ■グリーンカーバンクル、グリーンガルム、木の精、リーフフェアリー、ハイグリーンゴブリン、リーフガルム
- ■イエローゴブリン、光の精、ライトフェアリー
- ■パープルカーバンクル、ダークフェアリー、パープルゴブリン、ダークガルム、ダークフェアリー

## ユートピアダンジョン
レッドユートピア
出現モンスター
- ■レッドホーク、ハイレッドホーク、ロイヤルレッドホーク、スイートレッドホーク

ブルーユートピア
出現モンスター
- ■ブルーホーク、ハイブルーホーク、ロイヤルブルーホーク	、スイートブルーホーク

グリーンユートピア
出現モンスター
- ■グリーンホーク、ハイグリーンホーク、ロイヤルグリーンホーク、スイートグリーンホーク

イエローユートピア
出現モンスター
- ■イエローホーク、ハイイエローホーク、ロイヤルイエローホーク、スイートイエローホーク

パープルユートピア
出現モンスター
- ■パープルホーク、ハイパープルホーク、ロイヤルパープルホーク、スイートパープルホーク

## 歴史
- 2014年
  - 2月10日、Android版が公開される。
  - 2月17日、iOS版が公開される。
  - 4月1日、ダウンロード数が100万ダウンロードを達成。

### アップデート
- 2014年
  - 2月17日 - 初版
  - 2月27日 - ver1.0.1 
    - 『ユートピアダンジョン』のモンスタードロップ方式の見直し。
    - 曜日ダンジョンのレアモンスターの出現確率の見直し。
    - サーバ機器の調整。

  - 3月5日 - ver1.0.2
    - コンテニュー際の光結晶使用確認の追加。
    - iPhone 4Sの画面サイズに合わせた調整。
    - お気に入りに設定したままモンスター進化
    - チェーンスキル発動後、移動前のキャンセル実行。
    - バトル中にリーダースキルが表示。
    - 他、細かな調整やバグ修正。

  - 3月12日 - ver1.0.3
  - 3月15日 - ver1.0.5
    - モンスター編成リーダーの初期位置の変更を可能。
    - バトル中のゲームスピードの向上。
    - 省電力モードの実装。
    - BPをギルド育成に使用できる期間がランバト期間外のみ。
    - 一時的にギルド除名機能を使用不可能。
    - 一部モンスターのリーダースキルで発生していた不具合の修正。

  - 3月31日 - ver1.0.6
    - ランキングバトル再開の各種機能の追加。
    - ☆6のモンスターを実装。
    - モンスターBOXソート第3優先の追加。
    - 隊列編集時に一部モンスターが表示されない不具合の修正。
    - 他、細かな調整やバグ修正。

  - 4月13日 -ver1.0.7
    - ノーマルダンジョンの追加。
    - 敵モンスターの新しいAIの搭載。
    - ギルドメンバー画面でのモンスター表示で対象ユーザーがダンジョンをプレイした際にも更新されるように変更。
    - ホークシリーズが進化。
    - 他、細かな不具合の修正。

  - 5月12日 - ver1.0.9
    - モンスター編成数を4→8に変更。
    - 能力「貫通」を実装。
    - ユートピアダンジョンに【易】を追加。
    - これに伴う各フロア名の名称を変更。
    - スキルのレベルアップ確率を向上。
    - スキルのレベルに応じて確率が変動。
    - ゲリラダンジョンのプッシュ通知を実装。
    - 「シェイド」「闇霊使シェイド」のスキルの効果時間を修正。

  - 10月2日 -Ver3.0.0
    - テクニカルダンジョンの実装。
    - 新たな特殊能力として「対空攻撃」の実装。
    - ボスバトルのスキル効果範囲表示を実装。
    - 細かな表示や動作を改善。
    - 細かな不具合を修正。

  - 10月29日 -Ver3.2.0
    - レア度☆7モンスター実装
    - 鉱石シリーズに新たな進化素材モンスター登場
    - ログインボーナスがリニューアル（これによって連続ログイン、通算ログインがなくなる。）
    - 新システム「ミッション」実装

- 2016年
  - 12月21日 -Ver5.0.0
    - 新システム「覚醒」実装
    - 新システム「条件付きイベントミッション」実装

- 2017年
  - 1月23日 -Ver5.1.0
    - アプリTOP画面変更

  - 2月24日 -Ver5.2.0
    - プレミアムガチャの条件緩和
    - モンスター編成枠を追加及び簡易表示の追加、編成名を変更可能に

  - 4月5日 -Ver5.3.0
    - ログインボーナスルーレットの廃止及び内容の固定化
    - 毎日4時12時20時にスタミナを無償で回復することができる「ログボ回復」の追加

### コラボ
- 自社コラボ
  - ケリ姫コラボ（2014年6月9日-6月23日）
  - ガンホー超絶コラボ（パズドラ、ディバインゲート、ケリ姫スイーツ、ラグナロクオンライン、ピコットキングダム、三国天下トリガー）（2014年8月4日-8月11日）
- 他社コラボ
  - ケロロコラボ（2014年11月7日-11月21日）
  - メルクストーリア-癒術士と鈴のしらべ-コラボ（2015年2月9日-2月23日）
  - アルスラーン戦記コラボ（2015年5月27日-6月10日）
  - エヴァンゲリオンコラボ（2015年8月10日-8月24日）
  - 心が叫びたがってるんだ。コラボ（2015年9月18日-9月28日）
  - 七つの大罪コラボ（2016年1月18日-2月1日）
  - Fate/stay night [UBW]コラボ（2016年2月29日-3月14日）
  - 鋼の錬金術師 FULLMETAL ALCHEMISTコラボ（2016年5月10日-5月24日）
  - 劇場版 魔法少女まどか☆マギカ 新編 叛逆の物語コラボ（2016年8月23日-9月20日）
  - 甲鉄城のカバネリコラボ（2016年11月14日-11月28日）
  - 進撃の巨人コラボ（2017年7月27日-8月10日）
  - とある魔術の禁書目録コラボ(2018年11月29日-12月13日)
  - この素晴らしい世界に祝福を！コラボ
  - 〈物語〉シリーズコラボ
  - 盾の勇者の成り上がりコラボ（2023年12月7日-12月21日）
  - 陰の実力者になりたくて！コラボ（2024年2月29日-2024年3月14日）
  - 炎炎ノ消防隊コラボ（2024年9月19日-2024年10月3日）

## 対応機種
- Android 4.1～9.0
- iOS 7.0以降（iPhone、iPad、iPod touch 対応）